# Ferrovia Lamezia Terme-Catanzaro Lido
La ferrovia Lamezia Terme-Catanzaro Lido è una ferrovia a binario unico non elettrificata gestita da RFI. La linea è classificata come complementare ed unisce il versante jonico con quello tirrenico.

## Storia
La costruzione della linea ferrata venne iniziata dalla Società per le Strade Ferrate del Mediterraneo nella prima metà degli anni novanta del XIX secolo; il 15 novembre del 1894 venne aperto al traffico il tratto di circa 25 km tra Sant'Eufemia Biforcazione (oggi Lamezia Terme Centrale) e Marcellinara.
| Tratta                                 | Apertura all'esercizio |
| -------------------------------------- | ---------------------- |
| Catanzaro Marina-Catanzaro Sala        | 15 luglio 1883         |
| Sant'Eufemia Biforcazione-Marcellinara | 15 novembre 1894       |
| Marcellinara-Corace                    | 29 febbraio 1896       |
| Corace-Catanzaro Sala                  | 31 luglio 1899         |

Nell'inverno del 1896 si aggiunse il tratto fino a Corace e infine il 31 luglio 1899 venne raggiunto Catanzaro con la stazione di Catanzaro Sala. Il collegamento con la Stazione di Catanzaro Lido della ferrovia Jonica era stato realizzato in precedenza.
La linea fu esercita a trazione a vapore fino all'avvento di quella termica.
Il 15 giugno 2008 venne attivata una variante di tracciato fra le stazioni di Marcellinara e Catanzaro Lido, comprendente la nuova stazione di Catanzaro e la nuova fermata di Settingiano.
Il 12 dicembre 2010 la stazione di Feroleto Antico-Pianopoli fu declassata a posto di movimento.
Il 22 novembre 2011, a causa di abbondanti piogge e dell'ingrossamento del sottostante Torrente Cancello, subito dopo il passaggio del R 3793 (Lamezia Terme-Catanzaro Lido), effettuato dall'automotrice ALn 668.1059, crollava il ponte ferroviario tra Marcellinara e P.M. Feroleto Antico in località Varrà di Amato, lasciando i binari sospesi e facendo deragliare, per fortuna senza conseguenze per i viaggiatori e il personale, il citato treno.
I lavori di ripristino e messa in sicurezza si sono conclusi nel 2013 e la riapertura della linea è avvenuta l'8 aprile 2013 con l'istituzione di 7 coppie giornaliere di treni.
Il 9 marzo 2018 fu annunciato l'avvio dei lavori di elettrificazione della linea a partire dal 2019. Nonostante ciò, a distanza di anni (2023), sulla linea non è stato avviato nessun tipo di lavoro esecutivo: contrariamente a quanto avvenuto sulla linea jonica tra Catanzaro Lido e Sibari, non è ancora presente nemmeno la palificazione di sostegno della catenaria.
Il 26 settembre 2023 è stato approvato il Progetto Definitivo del potenziamento del collegamento Lamezia Terme - Catanzaro Lido - Dorsale Jonica, esso, andrà a realizzare la velocizzazione della linea fra Settigiano e Lamezia Terme e l'elettrificazione dell'intera linea.

## Caratteristiche
| Continuation backward |

| Station on track |

|  | Unknown route-map component "ABZgl" | Unknown route-map component "CONTfq" |

| Unknown route-map component "SKRZ-Au" |

| Unknown route-map component "HSTeBHF" |

| Station on track |

| Non-passenger station/depot on track |

| Enter and exit tunnel |

| Small bridge over water |

| Non-passenger station/depot on track |

| Enter and exit tunnel |

| Unknown route-map component "STRc2" | Unknown route-map component "ABZ3x2" | Unknown route-map component "exSTRc3" |

| Unknown route-map component "BST+1" | Unknown route-map component "STRc4" + Unknown route-map component "exSTRc1" | Unknown route-map component "exSTR+4" |

| Straight track |  | Unknown route-map component "exBHF" |

| Enter and exit tunnel |  | Unknown route-map component "exSTR" |

| Straight track |  | Unknown route-map component "exHST" |

| Enter and exit tunnel |  | Unknown route-map component "exSTR" |

| Unknown route-map component "dWASSERq" | Small bridge over water | Transverse water | Unknown route-map component "exWBRÜCKE1" | Unknown route-map component "dWASSERq" |

| Straight track |  | Unknown route-map component "extSTRa" |

| Unknown route-map component "d" | Straight track | Unknown route-map component "kSTRc2" | Unknown route-map component "extSTR" + Unknown route-map component "kSTR3+l" | Unknown route-map component "dCONTfq" |

| Straight track | Unknown route-map component "kSTR+1" | Unknown route-map component "extSTRe" |

|  | Straight track | Station on track | Unknown route-map component "exBHF" | Unknown route-map component "uexdKBHFaq" | Unknown route-map component "uexdCONTfq" |

| Station on track | Unknown route-map component "LSTR" | Unknown route-map component "exSTR" |

| Straight track | Station on track | Unknown route-map component "exHST" |

| Unknown route-map component "d" | Straight track | Unknown route-map component "LSTR" | Unknown route-map component "xABZg+l" | Unknown route-map component "dCONTfq" |

| Straight track | End station + Unknown route-map component "HUBaq" | Station on track + Unknown route-map component "HUBeq" |

| Unknown route-map component "3STR2" | Unknown route-map component "-3STRq" | Unknown route-map component "3ABZg3" |

|  |  | Continuation forward |

La linea è attrezzata con BCA e SCMT come apparato di sicurezza. Nel giugno del 2008 venne attivato il nuovo tracciato in variante che da Settingiano congiunge la nuova stazione di Catanzaro, situata in località Germaneto con la stazione di Catanzaro Lido. Il vecchio tracciato è stato dismesso evitando così le notevoli acclività tra le stazioni di Santa Maria e Catanzaro Sala, tuttavia ciò ha allontanato la stazione dal centro della città.

## Traffico
La linea è percorsa da treni regionali di Trenitalia. Il traffico è strutturato con corse a cadenza bioraria in entrambi i sensi. Il traffico merci, fatta eccezione per qualche sporadico invio materiale, è assente dal 2006.

## Materiale rotabile
Il traffico ferroviario a aprile 2025 è composto da vecchie Aln663 e, dall'estate 2024 sono stati introdotti anche gli HTR 412.